# Palazzo Salimbeni
Le Palazzo Salimbeni ou Rocca Salimbeni ou Castellare Salimbeni est un palais de la ville de Sienne, en Toscane. Il fait actuellement office de siège pour la Banca Monte dei Paschi di Siena, la plus ancienne banque encore en activité depuis sa fondation en 1472.

## Histoire
Le palais fut construit au XIVe siècle, en agrandissant un château préexistant du XIIe ou XIIIe siècle de la famille Salimbeni. La partie postérieure du palais présente les signes les plus évidents de sa construction médiévale. Des deux tours d'origine, une seule subsiste.
En 1866, le palais est acheté par le Monte dei Paschi, qui en fait son siège. Il fut ensuite restauré et remodelé dans le style néogothique en 1877 par Giuseppe Partini, qui démolit certains corps et en rehausse d'autres, en ajoutant des structures et des revêtements dans le style antique.

## Description
Il est situé sur la place homonyme avec le Palazzo Tantucci (à sa gauche) et le Palazzo Spannocchi (à sa droite). 
Au milieu de la place Salimbeni trône la statue du chanoine Sallustio Bandini (mort en 1780), sculptée par Tito Sarrocchi en 1882.